# Beauficel
Beauficel é uma comuna francesa na região administrativa da Normandia, no departamento Mancha. Estende-se por uma área de 9,21 km². Em 2010 a comuna tinha 132 habitantes (densidade: 14,3 hab./km²).